# 7972 Mariotti
7972 Mariotti è un asteroide della fascia principale. Scoperto nel 1971, presenta un'orbita caratterizzata da un semiasse maggiore pari a 3,2476999 UA e da un'eccentricità di 0,1254576, inclinata di 0,46204° rispetto all'eclittica.